# Torneo de Sídney 2017
El Torneo de Sídney de 2017 (conocido por motivos comerciales como 2017 Apia International Sydney) es un evento de tenis de la categoría ATP 250 en su versión masculina y Premier en la femenina. Se disputó en canchas duras, dentro de las instalaciones del NSW Tennis Centre en Sídney, Australia. Tendrá lugar entre el 8 y el 14 de enero de 2017.

## Distribución de puntos
| Modalidad            | Campeón | Finalista | Semifinales | Cuartos de final | 2ª ronda | 1ª ronda | Clasificados | 2ª ronda de clasificación | 1ª ronda de clasificación |
| Individual masculino | 250     | 165       | 100         | 50               | 25       | 0        | 13           | 7                         | 0                         |
| Dobles masculino     | 250     | 150       | 90          | 45               | 20       | 0        | -            | -                         | -                         |

| Modalidad           | Campeón | Finalista | Semifinal | Cuartos de final | 3ª ronda | 2ª ronda | 1ª ronda | Clasificados | 2ª ronda de clasificación | 1ª ronda de clasificación |
| Individual femenino | 470     | 305       | 185       | 100              | 55       | 30       | 1        | 25           | 13                        | 1                         |
| Dobles femenino     | 470     | 305       | 185       | 100              | 1        | -        | -        | -            | -                         | -                         |

## Cabezas de serie

### Individuales masculino
| Tenista               | Ranking | Preclasificada |
| Dominic Thiem         | 8       | 1              |
| Pablo Cuevas          | 22      | 2              |
| Viktor Troicki        | 29      | 3              |
| Pablo Carreño Busta   | 30      | 4              |
| Philipp Kohlschreiber | 32      | 5              |
| Gilles Müller         | 34      | 6              |
| Martin Kližan         | 35      | 7              |
| Marcel Granollers     | 37      | 8              |

- Rankings como de 2 de enero de 2017.

### Dobles masculino
| Tenista                       | Ranking | Preclasificada |
| Jamie Murray Bruno Soares     | 7       | 1              |
| Marcel Granollers Marc López  | 28      | 2              |
| Łukasz Kubot Marcelo Melo     | 32      | 3              |
| Jean-Julien Rojer Horia Tecău | 46      | 4              |

### Individuales femenino
| Tenista             | Ranking | Preclasificada |
| Angelique Kerber    | 1       | 1              |
| Agnieszka Radwańska | 3       | 2              |
| Dominika Cibulková  | 5       | 3              |
| Karolína Plíšková   | 6       | 4              |
| Svetlana Kuznetsova | 9       | 5              |
| Johanna Konta       | 10      | 6              |
| Elina Svitolina     | 14      | 7              |
| Yelena Vesnina      | 16      | 8              |
| Roberta Vinci       | 18      | 9              |
| Caroline Wozniacki  | 19      | 10             |

- Rankings como de 2 de enero de 2017.

### Dobles femenino
| Tenista                        | Ranking | Preclasificada |
| Sania Mirza Barbora Strýcová   | 18      | 1              |
| Martina Hingis Coco Vandeweghe | 22      | 2              |
| Chan Hao-ching Chan Yung-jan   | 24      | 3              |
| Vania King Yaroslava Shvedova  | 37      | 4              |

## Campeones

### Individuales masculino
Gilles Müller venció a  Daniel Evans por 7-6(5), 6-2

### Individuales femenino
Johanna Konta venció a  Agnieszka Radwańska por 6-4, 6-2

### Dobles masculino
Wesley Koolhof /  Matwé Middelkoop vencieron a  Jamie Murray /  Bruno Soares por 6-3, 7-5

### Dobles femenino
Tímea Babos /  Anastasiya Pavliuchenkova vencieron a  Sania Mirza /  Barbora Strýcová por 6-4, 6-4